# Maria de Fátima Agra
Maria de Fátima Pimenta Agra (1952) es una botánica brasileña.

## Biografía
Licenciada en Ciencias Farmacéuticas por la Universidad Federal de Paraíba (1977), título de maestría en botánica, con la supervisión del Dr. Geraldo Mariz (1923) por la Universidad Federal Rural de Pernambuco (1991) y un doctorado en Ciencias Biológicas (botánica) por la Universidad de São Paulo (2001).
Actualmente es profesora asociada de la Universidad Federal de Paraíba, y coordinadora del Programa de Postgrado en Productos Naturales y sintéticos bioactivos. Ha sido revisora de varias revistas nacionales e internacionales, como la Microscopy, Research & Technique (EE. UU.), Novon (EE. UU.), PhytoKeys (EE. UU.), African Journal of Plant Science (África) Hoehnea (Sao Paulo), Biota Neotrópica (Unicamp) , Rodriguésia (Río de Janeiro), archivos del Museo Nacional (Río de Janeiro), Caldasia (Universidad Nacional de Colombia) y la Revista Brasileña de Farmacognosia (Sociedad Brasileña de Farmacognosia). Tiene experiencia en botánica, con énfasis en taxonomía de fanerógamas, especialmente en el subgénero Leptostemonum del Nordeste y Solanaceae Solanum en Brasil. Ha participado en proyectos nacionales e internacionales, como coordinadora o colaboradora, con el apoyo de organismos de financiación, como la CAPES, CNPq, FINEP y el CNRS, trabajando en estudios de taxonomía y sistemática, farmacobotánica de plantas medicinales y etnomedicina, especialmente con especies vegetales del Nordeste Brasileño. Se desempeñó como coordinadora del Programa de Posgrado en producto natural y sintético bioactivo la Universidad Federal de Paraíba, de mayo de 2010-diciembre de 2013, tres años en que el programa pasa al nivel de 5 a 6 en los criterios de la CAPES. Está acreditada como colaboradora del Programa de Posgrado en Biología Vegetal, Nivel 6, de la Universidad Federal de Pernambuco, y el Programa de Posgrado en Biodiversidad, Campus II, Areia, de la Universidad Federal de Paraíba de Paraiba.

## Honores[1]

### Membresías
- Sociedad Botánica de Brasil[3]
- del Cuerpo editorial, desde 2013: periódico Revista UNIPLAC

### Revisora de periódicos
- 2006 - actual: Hoehnea (São Paulo)
- 2006 - actual: Revista Brasileira de Farmacognosia
- 2005 - actual: Rodriguesia
- 2005 - 2005: Acta Botanica Brasilica
- 2004 - 2004: Revista Nordestina de Biología
- 2007 - actual: Arquivos do Museu Nacional
- 2007 - actual: Biota Neotropica
- 2004 - actual: Revista de Agronomía Técnica
- 2007 - actual: Revista Brasileira de Biociências
- 2008 - actual: Brazilian Journal of Pharmaceutical Sciences
- 2009 - actual: Microscopy Research & Technique
- 2009 - actual: African Journal of Plant Science
- 2012 - actual: Fitoterapia (Milano, 1934) (cesa en 1960. Se funde con ISSN 1971-5498)
- 2012 - actual: Pharmaceutical Biology
- 2011 - actual: Journal of Agricultural and Food Chemistry
- 2013 - actual: European Journal of Medicinal Plants
- 2014 - actual: Boletín de la Sociedad Argentina de Botánica (impresa)

### Revisora de Proyecto de fomento
- 2001 - actual: Conselho Nacional de Desenvolvimento Científico e Tecnológico
- 2005 - actual: Coordenação de Aperfeiçoamento de Pessoal de Nível Superior
- 2008 - actual: Fundação de Amparo à Ciência e Tecnologia do Estado de Pernambuco
- 2008 - actual: Fundação de Amparo à Pesquisa do Estado de São Paulo
- 2009 - actual: Fundação Cearense de Apoio ao Desenvolvimento Científico e Tecnológico

## Algunas publicaciones
- CAVALCANTI, A. C. ; GOMES, A. N. P. ; PORTO, N. M. ; AGRA, M. F. ; MOURA, T. F. A. L. ; OLIVEIRA, E. J. 2014. Phamacognostic evaluation of Cissampelos sympodialis Eichl leaves. South African Journal of Botany 93: 70-78

- COSTA, VICENTE CARLOS DE O. ; Tavares, Josean F. ; SILVA, ANDREZA B. ; DUARTE, MARCELO C. ; AGRA, M. F. ; BARBOSA-FILHO, JOSE M. ; DE SOUZA, IARA L.L. ; DA SILVA, BAGNÓLIA A. ; SILVA, M. S. 2014. Hyptenolide, a new α-pyrone with spasmolytic activity from Hyptis macrostachys. Phytochemistry Letters 8: 32-37

- BRITO FILHO, SEVERINO GONÇALVES DE ; FERNANDES, MARIANNE GUEDES ; CHAVES, OTEMBERG SOUZA ; CHAVES, MARIA CÉLIA DE OLIVEIRA ; ARARUNA, FELIPE BASTOS ; EIRAS, CARLA ; LEITE, J. R. DE S. DE ALMEIDA ; AGRA, M. F. ; BRAZ-FILHO, R. ; SOUZA, M. F. V. 2014. Chemical constituens isolated from Sm. and electrochemical characterization of Phaeophytin B. Química Nova 37: 603-609

- SAMPAIO, V. S. ; ARAÚJO, N. D. ; AGRA, M. F. 2014. Characters of leaf epidermis in Solanum (clade Brevantherum) species from Atlantic Forest of Northeastern Brazil. South African Journal of Botany 94: 108-113

- CHAVES, O. ; GOMES, R. ; TOMAZ, A. ; FERNANDES, M. ; DAS GRAÇAS MENDES JUNIOR, LEÔNIDAS ; AGRA, M. F.; BRAGA, VALDIR ; DE FÁTIMA VANDERLEI DE SOUZA, MARIA. 2013. Secondary Metabolites from Sida rhombifolia L. (Malvaceae) and the Vasorelaxant Activity of Cryptolepinone. Molecules (Basel. online) 18: 2769-2777

- DE FÁTIMA AGRA, M ; BASÍLIO, IJLD ; ARAÚJO, ND ; DA COSTA LEITE, FG ; COSTA-SILVA, R ; SAMPAIO, VS . Leaf Epidermal Characters of Solanum as Support to its Pharmacobotany. Planta Medica, v. 79, p. 838-838, 2013.

- PORTO, NM ; DINIZ BASÍLIO, IJL ; DE FÁTIMA AGRA, M. 2013. Application of UV/VIS Spectrophotometry, Multivariate Analysis and Light/SEM Microscopy to Characterization of Cissampelos pareira L. (Menispermaceae). Planta Medica 79: 835-835

- ARAÚJO, N.D. ; COELHO, V. P. DE M. ; Ventrella, M.C. ; AGRA, M. F. 2013. Leaf Anatomy and Histochemistry of Three Species of Ficus sect. Americanae Supported by Light and Electron Microscopy. Microscopy and Microanalysis 29: 1-9

- CAVALCANTE, F. A. ; SILVA, J. L. V. ; MEDEIROS, A. F. D. ; CLAUDINO, F. S. ; SILVA, T. M. S. ; CARVALHO, M. G. ; BRAZ FILHO, R. ; AGRA, M. F. ; SILVA, B. A. ; SILVA, B. A. 2013. Solanum jabrense Agra & M.Nee (Solanaceae) exhibits spasmolytic activity on guinea-pig ileum. Journal of Medicinal Plant Research 7: 772-776

- LUCENA, H. F. S ; MADEIRO, S. A. L. ; SIQUEIRA, C. D. ; BARBOSA-FILHO, J. M. ; AGRA, M. F. ; SILVA, M. S. ; TAVARES, J.F. 2013. Hypenol, a New Lignan from Hypenia salzmannii. Helvetica Chimica Acta 96: 1121-1125

- CASIMIRO BEZERRA, DENISE ALINE ; FECHINE TAVARES, JOSEAN ; DOS SANTOS, PAULA FERREIRA ; CASTELLO BRANCO, MARIANNA VIEIRA SOBRAL ; AGRA, M. F. ; SUBRINHO, FERNANDA LIMA ; BRAZ-FILHO, R. ; DA SILVA, M. S. 2013. Structural elucidation and NMR assignments of a new pyrrolizidine alkaloid from Crotalaria vitellina Ker Gawl. Magnetic Resonance in Chemistry 51: 497-499

- DOS'SANTOS, P. F. ; DUARTE, M. C. ; BEZERRA, D. A. C. ; AGRA, M. F. ; BARBOSA'FILHO, J. M. ; DA'SILVA, M. S. ; TAVARES, J. F. 2013. Diterpenes from Xylopia langsdorffiana. Helvetica Chimica Acta 96: 1085-1092

- DUARTE, M. C. ; TAVARES, J. F. ; MADEIRO, S. A. L. ; COSTA, V. C. O. ; BARBOSA FILHO, J. M. ; AGRA, M. F. ; BRAZ FILHO, R. ; SILVA, M. S. 2013. Maytensifolone, a New Triterpene from Mart. ex Reissek. Journal of the Brazilian Chemical Society 24: 1085-1092

- CORREIA, A. C. C. ; MACEDO, C. L. ; MONTEIRO, F. S. ; OLIVEIRA, G. A. ; SANTOS, R. F. ; NASCIMENTO, R. J. B. ; CAMARA, C. A. ; AGRA, M. F. ; SILVA, T.M.S. ; SILVA, B. A. 2013. Aerial parts of Solanum agrarium Sendtn. (Solanaceae) present the flavonoid myricetin 3,7,3 trimethyl ether and antispasmodic effect on guinea-pig ileum by blockade of voltage-gated calcium channels. Journal of Medicinal Plant Research 7: 2293-2299

- BASÍLIO, I. J. L. D. ; BHATTACHARYYA, J. ; MOURA, R.K.P. ; AGRA, M. F. 2012. Application of UV/VIS Spectrophotometry and Multivariate Analysis to Characterization of the Species of Solanum sect. Erythrotrichum Child. Chemistry & Biodiversity 9: 1114-1124

- SILVA, P. C. B. ; CLEMENTINO NETO, J. ; SILVA, A. D. S. ; SILVA, K. M. ; SILVA, T. M. S. ; AGRA, M. F. ; CAVALCANTE, F. A. 2012. Antidiarrheal activity of Solanum asterophorum in mice. Revista Brasileira de Farmacognosia 22: 131-136

- NURIT-SILVA, K. ; COSTA-SILVA, R. ; BASÍLIO, I. J.L.D. ; AGRA, M. F. 2012. Leaf epidermal characters of Brazilian species of Solanum section Torva as taxonomic evidence. Botany 90: 806-814

- MONTEIRO, F. S. ; SILVA, A.C.L. ; MARTINS, I. R.R. ; CORREIA, A. C.C. ; BASÍLIO, I. J.L.D. ; AGRA, M. F. ; BHATTACHARYYA, J. ; SILVA, B. A. 2012. Vasorelaxant action of the total alkaloid fraction obtained from Solanum paludosum Moric. (Solanaceae) involves NO/cGMP/PKG pathway and potassium channels. Journal of Ethnopharmacology 1: 1-5

- SILVA, K. M. M. ; AGRA, M. F. ; SANTOS, D. Y. A. C.; OLIVEIRA, A. F. M. 2012. Leaf cuticular alkanes of Solanum subg. Leptostemonum Dunal (Bitter) of some northeast Brazilian species: Composition and taxonomic significance. Biochemical Systematics and Ecology 44: 48-52

- LIMA, G. R. M. ; MONTENEGRO, C. A. ; FALCÃO, H.S. ; JESUS, N. Z. T. ; CABRAL, Analucia G S ; GOMES, I. F. ; AGRA, M. F. ; TAVARES, J.F. ; BATISTA, L. M. 2012. Gastroprotective activity of the ethanolic extract and hexane phase of Combretum duarteanum Cambess. (Combretaceae). Natural Medicines 1-6

### Libros
- 1996. Plantas Da Medicina Popular Dos Cariris Velhos. Paraíba, Brasil. João Pessoa Editora União. 125 pp.

- 1977. Farmacopéia Popular da Paraíba. João Pessoa Universidade Federal da Paraíba. 112 pp.